# 卡尔迭尔德洛斯蒙特斯
卡尔迭尔德洛斯蒙特斯，是西班牙卡斯蒂利亚-拉曼恰托莱多省的一个市镇。总面积24平方公里，总人口166人（2001年），人口密度7人/平方公里。